# Нявкун чорнощокий
Нявкун чорнощокий (Ailuroedus melanotis) — вид горобцеподібних птахів родини наметникових (Ptilonorhynchidae).

## Поширення
Вид поширений в Новій Гвінеї та на півночі Австралії (Квінсленд). Мешкає в тропічних та субтропічних низовинних лісах.

## Опис
Птах завдовжки 29 см, вагою 140—285 г. Це птахи з масивною і пухкою зовнішністю, з маленькою та округлою головою, міцним конічним дзьобом, злегка зігнутим донизу, витягнутими і міцними ногами, довгими крилами і досить довгим, тонким і фігурним хвостом. Спина, крила і хвіст смарагдово-зелені (крила з криючими блакитного відтінку і махові пера з коричневим кінчиком). Груди та черево темно-коричнево-зелені з білими крапками. Голова темно-коричнева з білими вусами та навколоочним кільцем та чорними щоками.

## Спосіб життя
Трапляється парами або невеликими сімейними групами. Територіальний вид, активно захищає свою територію від інших птахів свого виду. Поклик нявкуна чорнощокого нагадує жалібне нявкання кота або крик немовляти. Живиться фруктами (переважно інжиром), ягодами, насінням, бруньками, квітами, а в період розмноження комахами, дрібними безхребетними та жабами.
Утворює моногамні пари. Сезон розмноження триває з серпня по січень. Чашоподібне гніздо будує самиця в середині папороті або чагарника. У гнізді 2-3 яйця кремово-білого кольору. Інкубація триває 23-24 дні. Насиджує самиця, а самець в цей час годує і захищає її. Пташенята залишають гніздо через три тижні після вилуплення, але тримаються разом з батьками ще впродовж деякого часу.

## Підвиди
- Ailuroedus melanotis facialis Mayr, 1936 — займає північну частину ареалу;
- Ailuroedus melanotis melanotis (Gray, 1858) — на півдні Нової Гвінеї та островах Ару;
- Ailuroedus melanotis joanae Mathews, 1941 — в австралійській частині ареалу.